# Sexepil

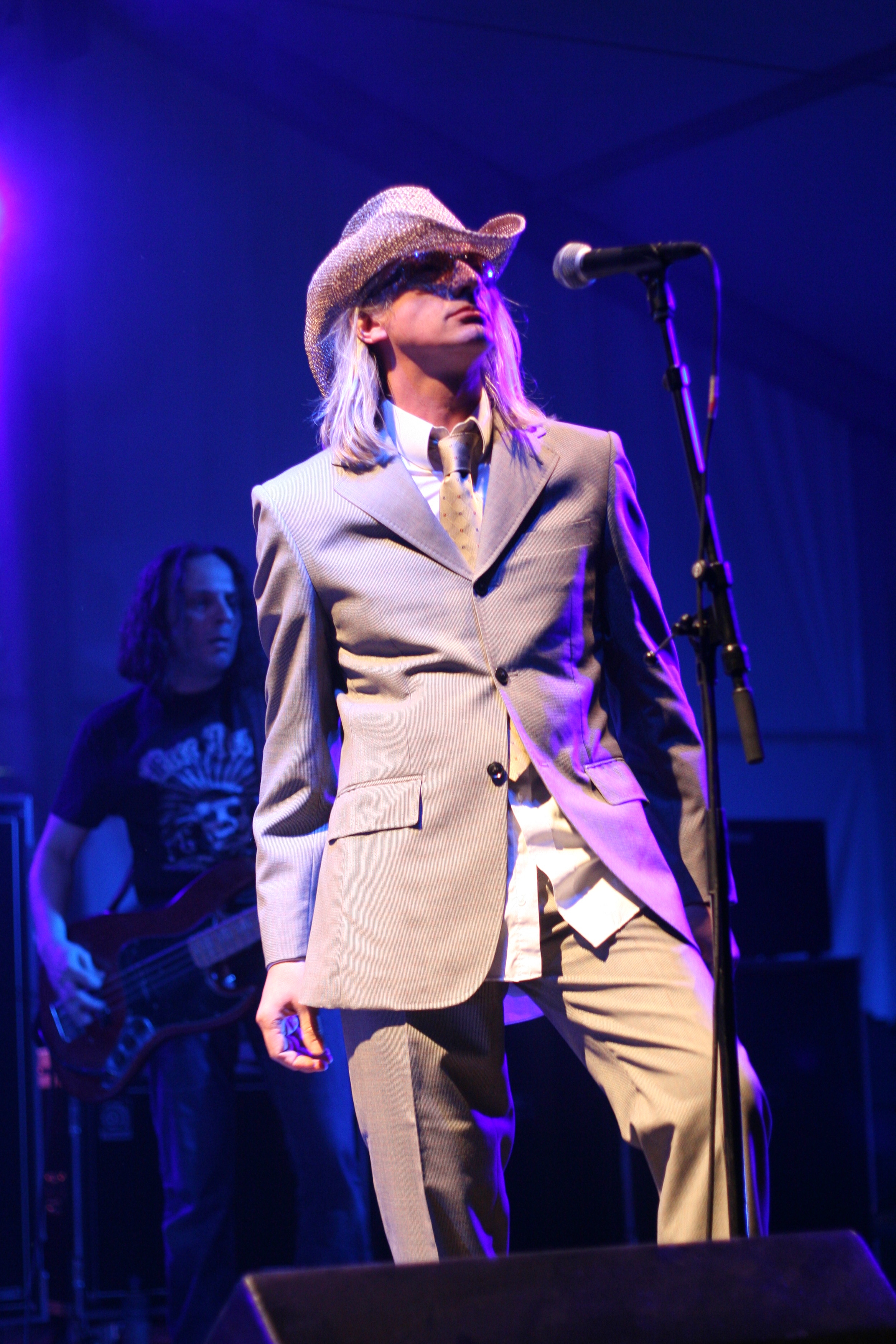
Sexepil-koncert – Sziget Fesztivál, 2006

A Sexepil magyar, alternatív zenét játszó együttes. A zenekart 1982-ben alapította Hegyi Zoltán, László Viktor, Kocsis Tamás és Vangel Tibor Sex-E-Pil néven. Az együttes nevének ötletét a Sex Pistols, illetve az annak feloszlása után Johnny Rotten (John Lydon) által alapított Public Image Ltd nevének összevonása adta.

## A zenekar története

### A korai évek
A Sexepil 1984-től kezdve folyamatosan koncertezett. Egy időben szinte a Ráday Klub házizenekarának számítottak. Gyakran zenéltek együtt a kor „élő legendáival”, a Balaton, az Európa Kiadó és a Sziámi zenészeivel.
Az zenekar tagjai 1986-ban rövid időre megváltak Hegyi Zoltántól, a Sexepil frontemberétől. Egy-két koncert – Petőfi Csarnok, Zsámbéki Tanítóképző Főiskola, utóbbi a Kampec Doloresszel közösen Bihari Balázs szervezésében – erejéig Kocsis Tamás, az együttes gitárosa vette át az énekesi szerepet, akit Csala Miklós (korábban Ági és a fiúk, később Kőnigh Péter és a Ciklámen, Aranyláz, Hering, Hi-Fi Szteroid, legutóbb Hippikiller) szólógitáros segített ki: készítettek egy négyszámos demót, majd 1986 decemberében (tévedésüket belátva) visszavették Hegyit, Csala pedig távozott.
Bálint Péter, a Ring Kiadó igazgatója 1987-ben lemezszerződést ajánlott a Sexepilnek.

### Egyesült Álmok
Az Egyesült Álmok című albumot alig 150 óra alatt vették fel 1988 januárjában az LGM stúdióban. Októberben megjelent a lemez, és rövid idő alatt tízezer darab fogyott el belőle.
A debütáló lemezen hallható anyag a sok éves csiszolgatás eredményeképp kiforrott hangzást nyújtott, egyszerre finom és erőteljes zenével, intelligens, frappáns szövegekkel („viszonylag jó itt, csak a viszony kevés”, „a realitás határain bolyong az új idő”, „ne légy senkié, őrizd magad a jobb napokra”).
1988 novemberében az Almássy Téri Szabadidőközpontban adtak egy vendégzenészekkel (egyebek közt Menyhárt Jenő, Kistamás László, Lehoczki Károly) megspékelt telt házas lemezbemutató koncertet.
1989 elején a jövőbeli tervekre vonatkozó nézetkülönbségek miatt a három zenész és Hegyi Zoltán énekes közös munkája véget ért, Hegyi végleg távozott a zenekarból.

### bi…
Az énekesi posztra Hegyi Zoltán távozása után a holland Mick Ness került. 1989 márciusában, a HungaroCarrot fesztiválon léptek fel először az új énekessel a közönség nem kis megdöbbenésére. 1990-ben jelent meg a WeAST kiadónál a bi… című kazetta, amelyen nagyrészt a Szovjetunióban (a mai Észtország területén) és Ausztriában felvett koncertfelvételek hallhatóak. Külön említést érdemel még az ETA című dal 8 perces élő változata, melyet egy mezőtúri koncerten rögzítettek körülbelül nyolc lelkes néző jelenlétében. A korlátozott példányszámban kiadott, példányonként dedikált kazettát közvetlenül a zenekartól lehetett megvásárolni postai megrendelés útján és a koncerteken. Az együttes eredetileg egy trilógiát tervezett: …bi, …sex, …epilepsy lett volna a három album címe, mely összeolvasva a roppant szellemes bisexepilepsy címet adta volna ki.

### Love Jealousy Hate
1990 második felében látott napvilágot a Sexepil második nagylemeze, a Love ● Jealousy ● Hate. A felvételek Budapesten, Hollandiában és Észtországban készültek. 1991-ben a lemezt újra kiadta a német Metronome/PolyGram kiadó CD formájában. Hollandiában a Semaphore forgalmazta az album bakelit változatát.
1991-ben csatlakozott a zenekarhoz Varga Gábor (sampler és billentyűs hangszerek). Ugyanebben az évben György Péter, a Sexepil menedzsere megalapította a Human Telex kiadót, amely egyebek között a Kispál és a Borz, az Andersen és a The Perfect Name lemezeit is gondozta.

### Against Nature
1992-ben már a Human Telexnél jelent meg az együttes új anyaga, az Against Nature. A kiadvány dupla kazettaként, a korábbi Love Jealousy Hate-tel együtt került forgalomba. Az Eroding Europe című dal videóklipje Paul King műsorvezető személyes kedvenceként gyakran volt látható az MTV 120 Minutes című alternatív zenei műsorában.
Björk együttesének, a Sugarcubesnak 1992-es európai turnéján előzenekarként vettek részt. A Nap-Nap Fesztiválon is felléptek ebben az évben. A fesztiválhoz kiadott válogatáskazettán a Sexepil és Mick Ness is szerepel egy-egy felvétellel.
1993-ban a T3 Records (a Human Telex utódja) kiadta az Against Nature CD változatát, rajta két bónusz felvétellel, melyek egyike az Eroding Europe Varga Gábor által készített elektronikus alapú remixe volt.

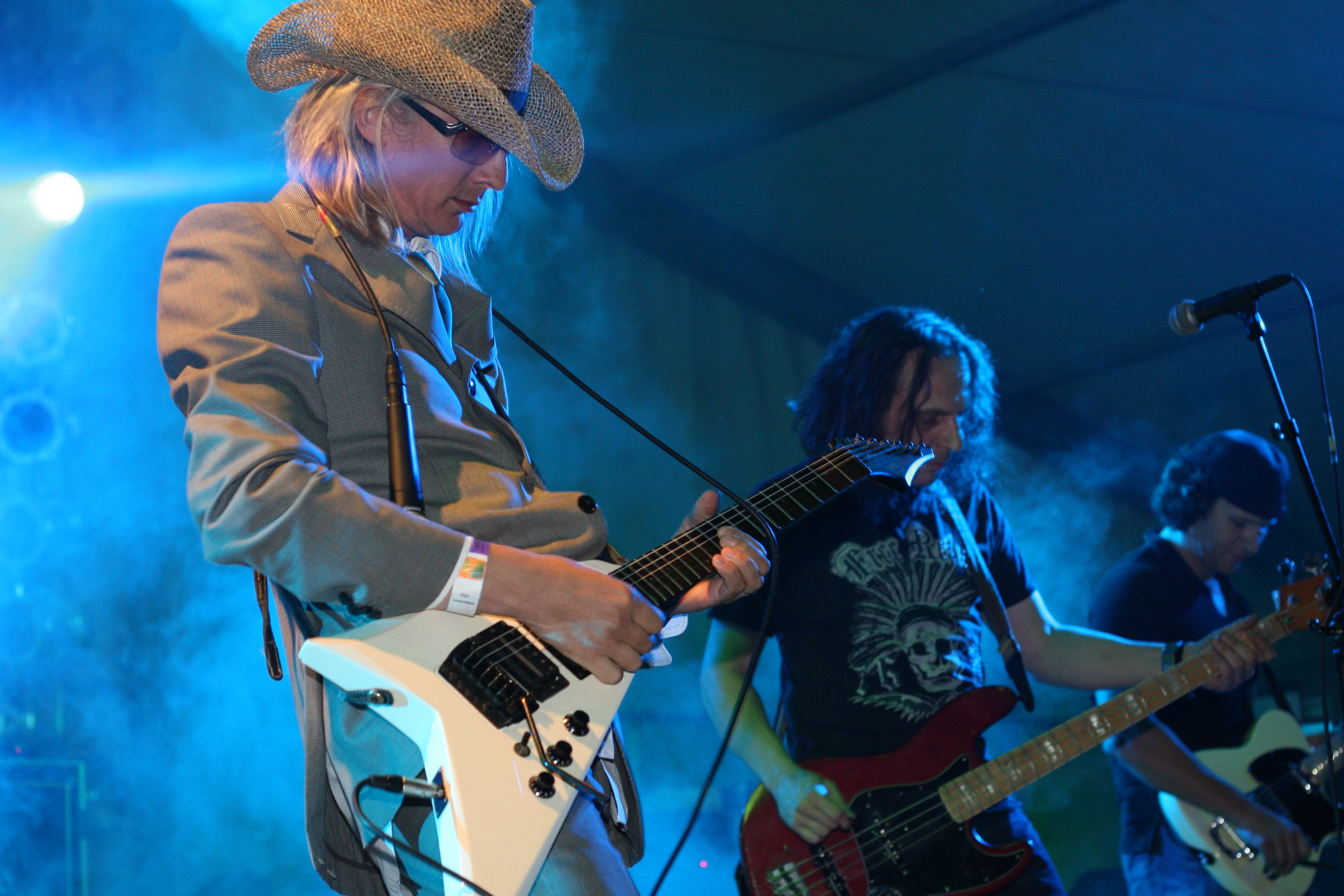
Sexepil koncert – Sziget Fesztivál, 2006

### Sugar for the Soul
Az új lemez felvételét hosszas huzavona előzte meg, jó ideig még az is kérdéses volt, elkészül-e egyáltalán. Több nagy lemezcég is elutasította a zenekart, míg végül 1994-ben a Warner Music nemzetközi szerződést ajánlott nekik. Az együttes szerette volna megnyerni Butch Viget az új album producerének, ezért felvették a kapcsolatot az amerikai Brian Andersonnal, Butch egy közeli munkatársával. Az anyagot Magyarországon, a Főnix Stúdióban vették fel Anderson irányításával.
A lemezt 1995 márciusában Madisonben, a legendás Smart Studiosban keverték. A munkálatok befejezése után a zenekar amerikai miniturnét bonyolított le – többek között fellépett a texasi South by Southwest fesztiválon és a legendás New York-i CBGB-ben. A Jerusalem című dalhoz Kovács Péter készített videóklipet, melynek az MTV Alternative Nation című műsorában volt a világpremierje. Májusban megjelent a Jerusalem című kislemez, majd augusztusban a Sugar for the Soul című új nagylemez is. A Faith No More 1995-ös budapesti koncertjén a Sexepil volt az előzenekar.
1996-ban az együttest három kategóriában jelölték az Arany Zsiráf-díjra. Mindhárom kategóriában nyertek is: az év magyar videóklipje a Jerusalem lett, a Sugar for the Soul pedig „az év hazai albuma” és „az év hazai lemezborítója” díjakat nyerte el.

2005-ben a zenekar újra rendszeresen próbálni kezdett. 2006-ban felléptek a VOLT Fesztiválon és a Szigeten.

### …With Zero Reason For Living…
2007 januárjában egy lemezen még kiadatlan dal került fel a Myspace-en található oldalukra "Wall Of Regrets" címmel. Ugyanitt adtak hírt róla, hogy február 10-én az óbudai Kiscelli Kastélyban koncerteznek.

### …2012…
2012 nyarán három koncert erejéig összeállt a magyar nyelven éneklő (Hegyi-László-Kocsis-Vangel felállású) Sexepil. Telt házas koncertet adtak az A38 hajón, amit két igen sikeres fesztivál-fellépés követett (VOLT-fesztivál, Veszprémi Utcazene Fesztivál). A koncerteken vendégként közreműködött Ábrahám Zsolt, a Heaven Street Seven gitárosa.
A zenekar 2013-ban visszatért a korábban elkezdett, vadonatúj, angol nyelvű albumának munkálataihoz.

### Your Scream Is Music
2014. november 11-én a zenekar megosztotta a Rat King című dalt a Youtube-on.
2014. november 17-én megjelent az új Sexepil-sorlemez, mely csaknem hat évig készült. Schram Dávid keverte, a master a Queens of the Stone Age és a Foo Fighters lemezein is dolgozó Gavin Lurssen munkája.
The Acoustic Sessions
2017 nyarán a Grund kiadó megjelentette a zenekar új EP-jét, amelyen régebbi dalok újragondolt akusztikus verziói kaptak helyet két új szám mellett.

## Tagok
- Vangel Tibor – dob, gitár, ének
- Ábrahám Zsolt (2016-tól)
- Kocsis Tamás – gitár, vokál, rövid ideig ének
- Szalai Anesz – ének, billentyűs hangszerek (2015-től)
- Örményi Ákos – basszusgitár (2016-tól)
- Bátor Bence – dob (2017)
- Nagy Dávid – dob (2015 – 2016)
- Golovics Ferenc – dob (2015)
- Mick Ness – ének, gitár (1989-2007)
- László Viktor – basszusgitár, vokál (1984 – 2016)
- Lőrincz Judit – billentyűs hangszerek (2005 – 2007)
- Hegyi Zoltán – ének (1989-ig)
- Deák Endre – gitár (2001- 2016))
- Varga Gábor – billentyűs hangszerek, sampler (2001-ig)
- Mosonyi Csaba – basszusgitár, vokál (1985-1988)
- Farkas Zoltán – gitár (1987)
- Csala Miklós – gitár (1986)
- Fazekas János – gitár (1984-1986)

## Diszkográfia
- 1988 Egyesült Álmok (LP, kazetta)
- 1990 bi… (He/She ‘It's Alive’) (kazetta)
- 1990 Love ● Jealousy ● Hate (LP)
- 1991 Love ● Jealousy ● Hate (CD)
- 1992 Against Nature + Love Jealousy Hate (dupla kazetta)
- 1993 Against Nature (CD)
- 1995 Jerusalem (Maxi CD)
- 1995 Sugar for the Soul (CD, kazetta)
- 1995 Sugar for Your Soul (videókazetta)
- 1995 Snowbird (Maxi CD)
- 1997 Mixepil (CD, kazetta)
- 1997 Egyesült Álmok + eddig meg nem jelent felvételek (1986–88) (CD)
- 2014 Your Scream Is Music (digitális formátumok, CD, dupla bakelit)
- 2017 The Acoustic Sessions (digitális formátumok, CD, bakelit)

### Válogatások
- 1992 Nap-Nap Fesztivál (kazetta)
- 1992 Human Telex (kazetta)
- 2019 Marilizáljuk a Legahuánát! (pendrive)

## Videóklipek
- Igazi zöld
- Angel
- Somewhere
- Bliss
- Nobody Is an Island
- Eroding Europe
- Eroding Europe (XPC Mix)
- Jerusalem
- I come
- Rat King
- Dormant
- The wind
- Go Away
- Your Little Revolution

## Külső hivatkozások
- https://www.facebook.com/sxplmusic/
- https://www.youtube.com/c/SexepilOfficial
- https://sexepil.bandcamp.com
- https://www.myspace.com/sexepil
- fotók a 2006-os Sziget-koncertről – cspv.hu